# 44 Minutes: The North Hollywood Shoot-Out
44 Minutes: The North Hollywood Shoot-Out è un film per la televisione del 2003 diretto da Yves Simoneau.

## Trama
Il film ripercorre gli eventi della Sparatoria di North Hollywood, evento realmente accaduto a Los Angeles il 28 febbraio 1997, quando due rapinatori assaltarono la locale filiale della Bank of America. Il successivo conflitto a fuoco con il LAPD e le squadre speciali SWAT portò alla morte dei due rapinatori e al ferimento di numerosi agenti e civili.